# Le Ventre de l'architecte
Pour les articles homonymes, voir ventre (homonymie).
Pour plus de détails, voir Fiche technique et Distribution.
Le Ventre de l'architecte (The Belly of an Architect) est un film britannique réalisé par Peter Greenaway, sorti en 1987.

## Synopsis
Stourley Kracklite, un architecte américain, est invité à Rome pour organiser et ouvrir une exposition sur l'architecte français Etienne-Louis Boullée. Très vite, Kracklite se rend compte qu'un autre architecte, Caspasian Speckler, complote pour lui arracher le projet de l'exposition tout en faisant la cour à Louisa, sa femme. À ce problème, viennent s'ajouter d'horribles crampes d'estomac d'origine inconnue qui plongent le bedonnant Kracklite dans un état de profond désarroi. Les monuments de Rome se transforment alors en un enfer de marbre dans lequel Kracklite erre désespérément alors que tout contrôle des événements lui échappe.

## Fiche technique
- Titre : Le Ventre de l'architecte
- Titre original : The Belly of an Architect
- Réalisation : Peter Greenaway
- Scénario : Peter Greenaway
- Musique : Wim Mertens
- Photographie : Sacha Vierny
- Montage : John Wilson
- Direction artistique : Luciana Vedovelli
- Costumes : Maurizio Millenotti (it)
- Production :
  - Producteurs : Colin Callender (en) et Walter Donohue
  - Producteurs associés : Conchita Airoldi et Dino Di Dionisio
- Sociétés de production : Callender Company, Mondial et Tangram Film
- Société de distribution : BAC Films (France)
- Pays de production :  Royaume-Uni,  Italie
- Langue : anglais, italien
- Format : Couleurs - 1,85:1 - Dolby - 35 mm
- Genre : Drame
- Durée : 119 minutes
- Dates de sortie :
  - Canada : 12 septembre 1987 (Festival international du film de Toronto, première mondiale)
  - France : 23 septembre 1987
  - Italie : 18 février 1988

## Distribution
- Brian Dennehy : Stourley Kracklite
- Chloe Webb : Louisa Kracklite
- Lambert Wilson : Caspasian Speckler
- Sergio Fantoni : Io Speckler
- Stefania Casini : Flavia Speckler
- Vanni Corbellini (it) : Frederico
- Alfredo Varelli : Julio
- Geoffrey Copleston (en) : Caspetti
- Francesco Carnelutti : Pastarri
- Marino Masè : Trettorio
- Marne Maitland : Battistino
- Claudio Spadaro (it) : Mori
- Rate Furlan (de) : violoniste
- Julian Jenkins : docteur
- Enrica Maria Scrivano : mère
- Ricardo Ussani : petit garçon
- Stefano Gragnani (it) : homme
- Andrea Prodan (it) : Dr Artuso Amansa
- Fabio Sartor : policier